# Pieni Hietajärvi (sjö i Posio, Lappland, Finland)
Pieni Hietajärvi och Iso Hietajärvi, eller Hietajärvet är sjöar i Finland. De ligger i kommunen Posio i landskapet Lappland, i den norra delen av landet, 700 km norr om huvudstaden Helsingfors. Hietajärvet ligger 247,1 meter över havet. Arean är 37,2 hektar och strandlinjen är 4,2 kilometer lång. Sjön  ingår i Kemi älvs huvudavrinningsområde. 